# Чинганелли, Микеланджело
Микеланджело Чинганелли (итал. Michelangelo Cinganelli; 1558, Сеттиньяно, Тоскана — 26 сентября 1635, Флоренция) — итальянский рисовальщик и живописец-декоратор флорентийской школы.

## Биография
Микеланджело Чинганелли был наиболее известным представителем семьи художников и ремесленников, он был востребованным живописцем и рисовальщиком картонов для шпалер и других произведений художественных ремёсел. Его работы плохо документированы и многие утеряны, хотя он был одним из представителей «антиманьеризма», художественного течения, представители которого следовали идеям Контрреформации и стилю барокко во флорентийском искусстве, начиная с конца XVI века.
Он был в кругу (Лодовико Карди) и Бернардино Поччетти, которому во многом обязан своим ярко выраженным стилем. 4 августа 1580 года Чинганелли поступил во флорентийскую Академию рисунка. Со временем он занимал многочисленные должности в Академии, в том числе был консулом этого учреждения в 1591, 1594 и 1613 годах.
Первая документированная работа Микеланджело Чинганелли является одной из самых сложных: это рисунки для серии картин и украшений Пизанского собора (1597—1625), в том числе «Четыре евангелиста и ангелы в нишах под куполом» (1597), Рождество Девы Марии, Благовещение и другие сцены в хоре (1598), оформление органа, реставрация мозаик (около 1602), картон для витража Вознесения Мадонны (1602) и Алтарь с образами Давида и Авимелеха (1625).
Во Флоренции Чинганелли работал для семьи Медичи. По крайней мере с 1598 года он был рисовальщиком-картоньером на мануфактуре Медичи (серия шпалер с изображением времён года находится на вилле Медичи в Черрето-Гвиди). Из писем Чиголи следует, что Чинганелли работал для семьи Гвиччардини над украшением их капеллы в церкви Санта-Феличита (около 1610).
В 1618 году он выполнил живописные украшения на вилле Кареджи для кардинала Карло де Медичи. В 1622 году он создал для Микеланджело Буонарроти Младшего, правнука знаменитого скульптора и архитектора, роспись потолка бывшей капеллы дома Буонарроти во Флоренции.
Чинганелли скончался во Флоренции и был похоронен в церкви Санта-Тринита, где он был благотворителем и где похоронена вся его семья. Некоторые из рисунков Чинганелли хранятся в Обществе дидактики (GDSU), частных коллекциях и в собрании библиотеки Марчиана в Венеции.

## Галерея
- Артиллеристы. Фреска перголы «Экзотической комнаты» Палаццо Питти. 1625. Флоренция
- Роспись свода пресбитерия церкви Санта-Феличита. Ок. 1610. Флоренция
- Аллегория. 1620—1625. Фреска Галереи Поччетти. Палаццо Питти, Флоренция
- Плафон Комнаты ангелов. Каза-Буонарроти. 1622—1623. Флоренция
- Роспись плафона капеллы Каза-Буонарроти. 1622. Флоренция
- «Лето». Шпалера по картону М. Чингарелли. Ок. 1637. Мануфактура Медичи
- Шпалера с Фаэтоном и Фебом. Шпалера по картону М. Чингарелли. 1617. Мануфактура Медичи
- Шпалера по картону М. Чингарелли. 1622—1624. Мануфактура Медичи